# سارا دونلاب جاكسون
سارا دونلاب جاكسون (بالإنجليزية: Sara Dunlap Jackson)‏ هي أمينة الأرشيف أمريكية، ولدت في 28 مايو 1919، وتوفيت في 19 أبريل 1991 في واشنطن العاصمة في الولايات المتحدة.